# A Pena
A Pena est une localité de la parroquia de Santa María de Ferreiros dans la commune de Paradela (comarque de Sarria, province de Lugo) en Galice, au nord-ouest de l'Espagne.
Cette localité est traversée par le Camino francés du Pèlerinage de Saint-Jacques-de-Compostelle.

## Patrimoine et culture

### Pèlerinage de Compostelle
Par le Camino francés du Pèlerinage de Saint-Jacques-de-Compostelle, le chemin vient de la localité de Mirallos dans la commune de Paradela. 
La prochaine halte est la localité de O Couto, dans la même commune de Paradela.